# Дольфин, Джованни
Джова́нни Дольфи́н (итал. Giovanni Dolfin; 1303, Венеция — 12 июля 1361, Венеция) — 57-й дож Венеции (с 1356 года до смерти).

## Биография

### Cемья
Отцом Джованни был Бенедетто Дольфин, глава дома Дольфином - одного из самых богатых и мощных в Венеции того времени. Дольфины имели обширные владения в Истрии. Бенедетто активно участвовал в политике. О матери Джованни ничего не известно, как и о брате Данило, который не занимал государственных должностей. После смерти своей первой жены, матери Джованни, Бенедетто женился на Каталине Джустиниани. которая родила ему троих сыновей - Бенедетто, Пьетро и Николо - и четырех дочерей - Катарину, Констанцию, Лючию и Франческину.

### Политическая карьера
В некоторых ненадежных источниках Джованни упоминается уже при доже Джованни Соранцо (1312), но более вероятно, что на государственной службе он оказался при Франческо Дандоло (1329). Политическая активность рода Дольфинов в целом относится к 1320-1330-м годам.
В 1345 году Джованни был избран, не без скандала, в венецианский магистрат. В том же году он был назначен ответственным за финансирование армии в Истрии. В 1348 году Дольфин он был одним из командиров военно-морской экспедиции против Каподистрии и познакомился с Людовиком Венгерским, который побывал в Венеции, возвращаясь из Неаполитанского королевства.
25 апреля 1350 года Дольфин был избран главным прокурором Республики. В июле следующего года он уже был одним из трех послов, ведших переговоры с австрийским герцогом Альбрехтом, а после этого был назначен управляющим Тревизо.
Летом 1350 года Дольфин был отправлен вместе с другими важными чиновниками на остров Тенедос для подготовки к возможной войне с Генуей. В 1351 году он отбыл вслед за небольшим флотом во главе с Николо Пизани послом в Константинополь.
После начала войны Дольфин совмещал дипломатическую деятельность с военными заданиями. Он участвовал в битве при Босфоре (1352). а в 1353-1354 годах вел переговоры с Падуей, Вероной и Мантуей по поводу создания антигенуэзской лиги. Позже он был назначен военным губернатором с задачей блокировать возведение вражеского моста через реку По.
С ухудшением ситуации в Республике Дольфины поддержали партию сторонников мира с королём Венгрии. В качестве посла Джованни пытался заключить договор с венграми, чтобы те отказались от союза с Генуей, но попытка не удалась: венгры вторглись в Тревизо, Каррарези и герцогство Австрию. Во главе магистрата Тревизо Джованни оказался в венгерской осаде.
Согласно хроникам, Дольфин в то время страдал от болезни глаз, которая усугублялась в суровых условиях осады.

### Дож

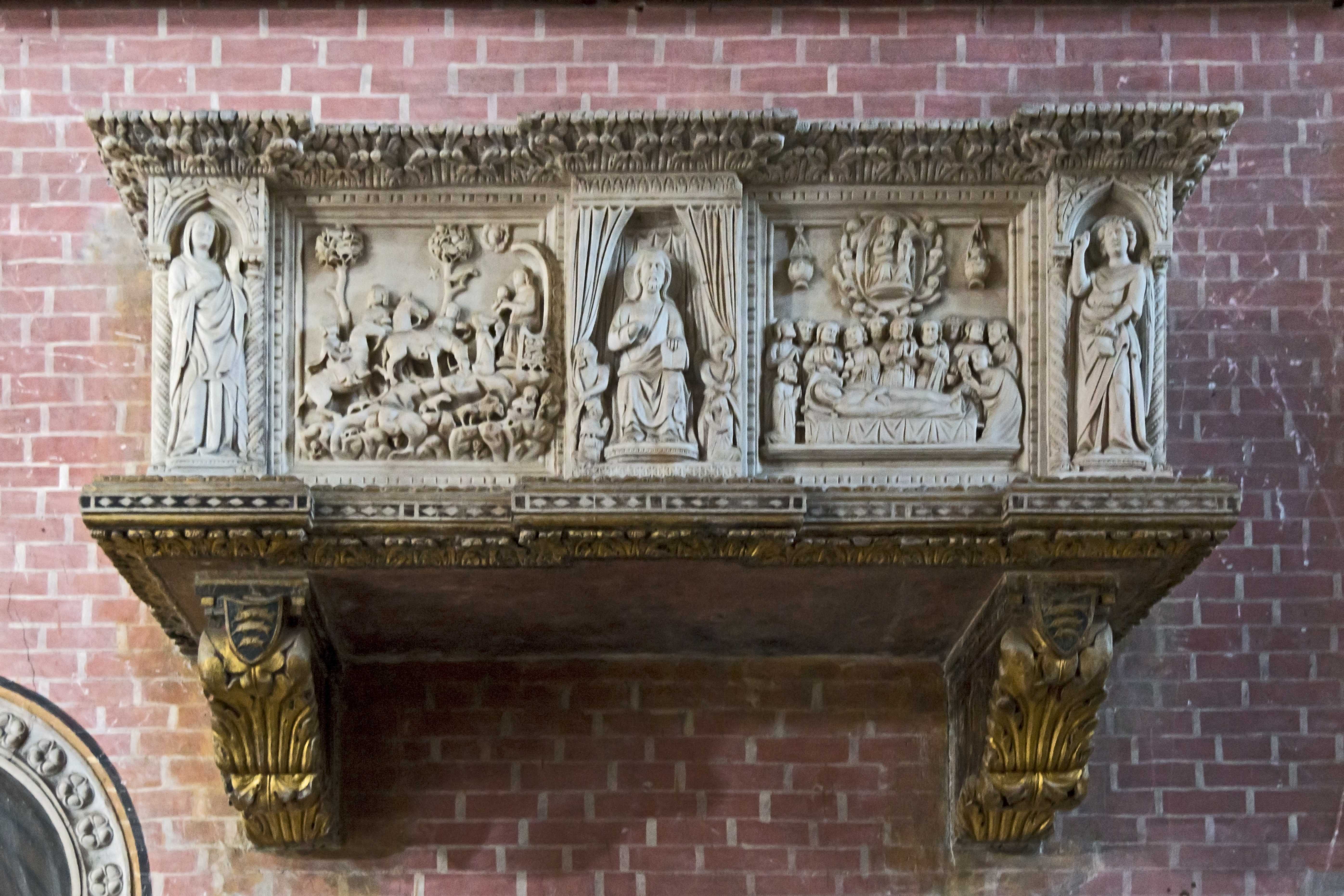
Монумент в память Джованни Дольфина, собор Санти-Джованни-э-Паоло (Венеция)

13 августа 1356 года, после смерти Джованни Градениго, Дольфин был избран дожем. Этот выбор был практически очевидным, учитывая многолетний опыт работы Дольфина в дипломатических и военных областях. Тем не менее, выборам предшествовали долгие дебаты о возможности избрать дожем больного человека с непростым характером.
Неудачные попытки примириться с венграми привели к тому, что войска Людовика стали всерьез угрожать Венеции. Находившийся в то время в осаде в Тревизо Дольфин смог провести вылазку и покинуть город с сотней всадников и 200 пехотинцев. 25 августа новый дож въехал в Венецию.
Несмотря на свои несомненные заслуги, дож потерпел тяжелое поражение при Нервезе (февраль 1358), что вынудило его подписать Задарский договор, по которому Венеция уступала Венгрии Далмацию. Он также пришел к соглашению с Падуей, которая расширила свои владения до реки По.
В 1359 году положение Венеции усложнилось, когда папа Иннокентий VI издал буллу, запрещавшую европейцам торговать с египетским султаном.
Джованни Дольфин умер в 1361 году и был похоронен в соборе Санти-Джованни-э-Паоло.